# Charles Botot Dangeville
Charles Claude Botot, bekannt als Charles Botot Dangeville (* 18. März 1665 in Paris; † 3. April 1743), war ein französischer Schauspieler.

## Leben
Dangeville war Sohn des damaligen Staatsanwaltes vom Gran Châtelet, einem Pariser Gefängnis. Er hatte zwei Brüder. Vermutlich trat der eine davon in die Fußstapfen des Vaters, wobei bei seinem zweiten Bruder bekannt ist, dass es sich um den späteren Tänzer Antoine-Françoise Dangeville, der an der Pariser Oper engagiert war, handelte. Dieser war der Ehemann von Catherine Dangeville.
Zuerst, ab 1697, hatte Dangeville lediglich ein Engagement als Tänzer an der Comédie-Française, debütierte aber 1702 in Jean Rotrous Venceslas. Das war auch das Jahr, in dem er Sociétaire de la Comédie-Française wurde.
Dangeville war eher für komische Rollen geschaffen und überflügelte bald Beauval und ersetzte ihn nach dessen Ausscheiden ganz. Er konnte große Erfolge, wie beispielsweise den Thomas Diafoirus, Sohn im Stück Der eingebildete Kranke von Molière, oder den Maître de philosophie in Dancourts Der Bürger als Edelmann, feiern. Dangeville war als höchst ehrbar bekannt und wurde später Doyen der Comèdie. Er setzte sich 1740 mit den üblichen 1000 Livre Pension zur Ruhe, von denen er bis zu seinem Tod nichts ausgab.
Das Privatleben Dangevilles ist weitgehend unbekannt. Verheiratet war er mit der Schauspielerin Marie-Hortense Racot und Auguste Jal konnte vier gemeinsame Kinder nachweisen. Außerdem fand Jal auch heraus, dass er sich und seine Ehefrau bei der Eheschließung ein paar Jahre jünger machte, denn er gab dort sein Geburtsjahr mit 1669 an.